# Kate Cullen
Kate Cullen née le 20 mai 1977 à Cornouailles, est une coureuse cycliste professionnelle écossaise, spécialiste de la piste.

## Palmarès sur piste

### Jeux du Commonwealth
Melbourne 2006
 Médaillée de bronze de la course aux points

### Championnats nationaux
- 2002
  - 3e de la vitesse
- 2003
  - 2e du scratch
  - 3e du 500 mètres
  - 3e de la vitesse
- 2004
  - 2e du scratch
  - 2e du 500 mètres
  - 2e de la course aux points
  - 2e de la vitesse
- 2005
  - 2e de la course aux points
- 2006
  -  Championne de Grande-Bretagne de la course aux points
- 2007
  -  Championne de Grande-Bretagne de la course aux points
  -  Championne de Grande-Bretagne du scratch